# Microcytherura fulva
Microcytherura fulva is een mosselkreeftjessoort uit de familie van de Cytheruridae. De wetenschappelijke naam van de soort is voor het eerst geldig gepubliceerd in 1874 door Brady & Robertson.